# 布勒泰勒
布勒泰勒（法語：Brethel，法語發音：[bʁətɛl] ⓘ）是法国奥恩省的一个市镇，属于莫尔塔涅欧佩什区。

## 地理
布勒泰勒（48°43'14"N, 0°32'25"E）面积2.97 平方千米，位于法国诺曼底大区奧恩省，该省份为法国西北部内陆省份，北起顺时针与卡爾瓦多斯省、厄尔省、厄尔-卢瓦省、萨尔特省、马耶讷省和芒什省接壤。
与布勒泰勒接壤的市镇（或旧市镇、城区）包括：奥布、欧盖斯、埃科尔塞、勒梅尼勒贝拉尔。

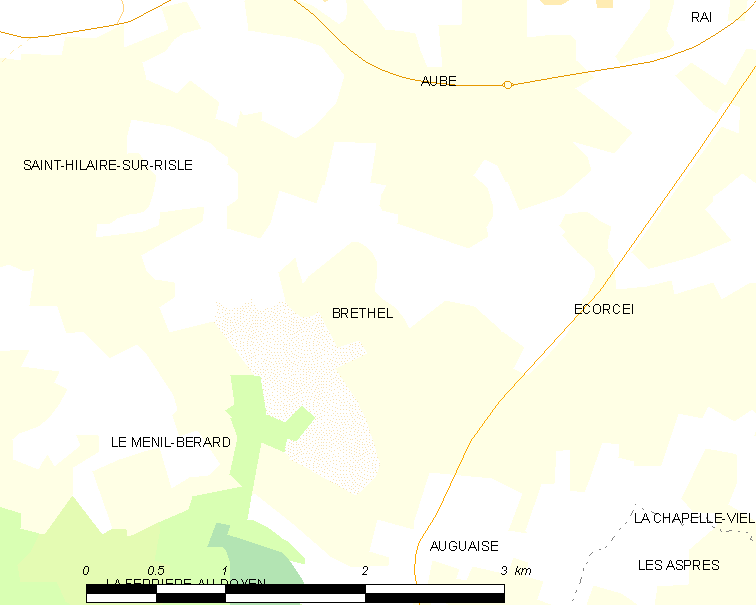
布勒泰勒的OSM定位图

布勒泰勒的时区为UTC+01:00、UTC+02:00（夏令时）。

## 行政
布勒泰勒的邮政编码为61270，INSEE市镇编码为61060。

## 政治
布勒泰勒所属的省级选区为图鲁夫尔欧佩什县。

## 人口

1962-2008年间布勒泰勒人口变化图示

布勒泰勒于2022年1月1日时的人口数量为136人。